# 932
| Calendário gregoriano                                                        | 932 CMXXXII                                            |
| Ab urbe condita                                                              | 1685                                                   |
| Calendário arménio                                                           | 381 – 382                                              |
| Calendário bahá'í                                                            | -912 – -911                                            |
| Calendário budista                                                           | 1476                                                   |
| Calendário chinês                                                            | 3628 – 3629 Início a 10 de fevereiro (aproximadamente) |
| Calendário copta                                                             | 648 – 649                                              |
| Calendário etíope                                                            | 924 – 925                                              |
| Calendários hindus - Vikram Samvat - Calendário nacional indiano - Cáli Iuga | 987 – 988 853 – 854 4032 – 4033                        |
| Calendário Holoceno                                                          | 10932                                                  |
| Calendário islâmico                                                          | 320 – 321                                              |
| Calendário judaico                                                           | 4692 – 4693                                            |
| Calendário persa                                                             | 310 – 311                                              |
| Calendário rúnico                                                            | 1182                                                   |
| Calendário solar tailandês                                                   | 1475                                                   |

932 (CMXXXII, na numeração romana) foi um ano bissexto do século X do Calendário Juliano, da Era de Cristo, teve início a um domingo e terminou a uma segunda-feira e as suas letras dominicais foram  A e G (52 semanas).
No território que viria a ser o reino de Portugal estava em vigor a Era de César que já contava 970 anos.
| Ano completo                       |
| ---------------------------------- |
| Ano bissexto com início ao domingo |

## Mortes
- Nuno Fernandez de Amaia n. 890 foi conde de Castela e de Amaia.